# Gioacchino Lanza Tomasi
(Gioacchino Lanza Tomasi)
Gioacchino Lanza Tomasi, XIV duca di Palma, conte di Mazzarino e di Assaro (Roma, 11 febbraio 1934 – Palermo, 10 maggio 2023), è stato un nobile e musicologo italiano, considerato fra i massimi studiosi del teatro d'opera e dell'evoluzione del melodramma nel teatro contemporaneo.

## Biografia
Gioacchino Lanza Branciforte Ramírez nacque a Roma nel 1934, terzogenito del senatore Fabrizio Lanza Branciforte Ruffo, conte di Mazzarino e di Assaro, e di Conchita Ramírez Camacho, figlia ed erede di Venceslao marchese di Villa Urrutia. Si trasferì con la famiglia a Palermo dopo la Seconda guerra mondiale. In quegli anni iniziò la frequentazione, insieme ad altri giovani intellettuali palermitani (fra cui il coetaneo Francesco Orlando) di Giuseppe Tomasi di Lampedusa, suo lontano cugino, cui restò vicino negli ultimi tre anni di vita e dal quale nel 1957 venne adottato, assumendo quindi il cognome “Lanza Tomasi”.
Dopo la morte dello scrittore siciliano, Gioacchino Lanza ne raccolse l'eredità intellettuale, conservandone la memoria e recuperando, dopo lunghi anni di restauro, l'ultima dimora, il Palazzo Lampedusa alla Marina (divenuto poi Palazzo Lanza Tomasi), dove il principe scrittore visse fino alla morte e in cui raccolse la sua biblioteca storica.
Gioacchino Lanza Tomasi ricevette la cittadinanza onoraria di tre comuni siculi: Santa Margherita di Belice, Gibellina e, nel 2018, Palma di Montechiaro, paese in provincia d'Agrigento fondato dagli antenati di Giuseppe Tomasi di Lampedusa nel 1637.

## Attività
Nel 1965 iniziò la sua attività di organizzatore musicale, ricoprendo la carica di direttore artistico per La Settimana di Monreale. Nel 1973 assunse lo stesso ruolo presso l'Accademia Filarmonica Romana per poi diventare consulente artistico del Teatro Massimo di Palermo. Nel 1976 si occupò della direzione artistica del Teatro dell'Opera di Roma. Nel 1983 curò il Festival di Taormina per poi diventare nel 1984 direttore artistico dell'Orchestra Sinfonica e Coro di Roma della RAI; nel 1991 ricoprì lo stesso ruolo presso Teatro Comunale di Bologna e fu direttore del festival RomaEuropa. L'anno seguente si occupò della sezione musica e balletto del Teatro di Messina. Dal 1996 al 2000 diresse l'Istituto Italiano di Cultura di New York mentre nel febbraio 2001 venne nominato sovrintendente della fondazione Teatro di San Carlo di Napoli, dove rimase fino al 2006. In qualità di sovrintendente del Teatro di San Carlo di Napoli cercò di rilanciarne l'attività promuovendo la ripresa di opere uscite dal repertorio, la diffusione delle nuove tendenze del teatro musicale contemporaneo e l'affidamento degli allestimenti a pittori e scultori di fama, collaborando con importanti figure del mondo musicale e artistico fra cui Roberto De Simone, Arnaldo Pomodoro e Michelangelo Pistoletto.
Parallelamente, fin dal 1968, pubblicò saggi di argomento musicale e su autori contemporanei: Bussotti, Pousseur, Sciarrino, Stockhausen, Kagel, Berio. Si occupò a lungo dell'opera di Vincenzo Bellini e fu un noto appassionato di Richard Wagner. Si interessò particolarmente alla fenomenologia dell'elaborazione stilistica e della sua ricezione. Insegnò Storia della musica presso le università di Palermo e di Salerno. Oltre che di critica musicale si occupò di storia urbana, critica d'arte e letteratura musicale. Nel 1965 pubblicò un lavoro giovanile sulle Ville di Palermo e altre opere di vario genere e natura. Curò inoltre varie rubriche per quotidiani e riviste quali  L'Ora, La Fiera Letteraria, Il Gazzettino, Il Dramma, Il Giorno, The Financial Times, La Repubblica.
Nel 2009 venne insignito del premio Ignazio Buttitta e diventò presidente della giuria che annualmente assegna il premio letterario dedicato alla memoria di Giuseppe Tomasi di Lampedusa. Rilasciò la sua ultima intervista nel febbraio del 2023 ad Antonio La Torre Giordano per l'Archivio Siciliano del Cinema, in occasione del sessantesimo anniversario del Gattopardo di Luchino Visconti.

## Onorificenze estere
Medaglia d’oro per las Bellas Artes assegnata dal Governo Spagnolo.

## Opere
- Le ville di Palermo, Introduzione di Cesare Brandi, consulenza storica e topografica di Rosario La Duca, traduzione in inglese di Arthur Oliver, Il Punto, Palermo, 1966.
- Dialogo con Baragli, S. F. Flaccovio Editore, Palermo, 1966.
- Castelli e monasteri siciliani, con Enzo Sellerio, Lito-Tipografiche Ires, Palermo, 1968.
- Gusto del silenzio rossiniano, "Bollettino del Centro rossiniano di studi", XI, 1971, pp. 73–85.
- Guida all'opera, Arnoldo Mondadori Editore, Milano, 1971.
- Erik Satie e la musica del Surrealismo, in Studi sul surrealismo, Officina Edizioni, Roma, 1976.
- Ernani di Giuseppe Verdi. Guida all'opera, Mondadori, Milano, 1982.
- I grandi siciliani: Tomasi di Lampedusa, Nuova Editrice Meridionale, Palermo, 1989.
- I grandi siciliani: Vincenzo Bellini, Nuova Editrice Meridionale, Palermo, 1990.
- Giuseppe Tomasi di Lampedusa. Una biografia per immagini, Sellerio, Palermo, 1998.
- Dimore di Sicilia, Arsenale, Venezia, 1998; rist. 2001.
- I luoghi del Gattopardo, Sellerio, Palermo, 2001.
- Vincenzo Bellini, Sellerio, Palermo, 2001.